# 再戰明天
《再戰明天》（英語：Tomorrow Is Another Day），為香港電視廣播有限公司拍攝製作的時裝電視劇，以懲教署為主題，並且獲得該署支持以及協助拍攝，在赤柱監獄及羅湖懲教所外景拍攝。本劇是由吳啟華及徐子珊領銜主演，並由王浩信、何超儀、黃德斌、朱千雪及梁琤聯合演出，監製林志華。此劇為2014無綫節目巡禮劇集之一。

## 演員表

### 香港懲教署

#### 赤柱監獄
| 演員           | 角色   | 暱稱／關係 |
| 黃栢文         | 麥崇禮 | 惩教事务高级監督 文上升之上司 |
|                | 方启俊 | 总惩教主任 |
| 陳泓達（童年） | 文上升 | Man Sir 44歲 高級懲教主任 文上游之兄 麥崇禮之下屬 喬正橋之上司兼好友 姚愛嘉之男友 翁偉晉、喬正橋、鄭安迪、杜子書之好友 葉雅蕾前夫 葉世響、劉創坤、洪偉聰之天敵 曾用燙斗燙傷葉世響 於第1集發現於1987年生日片段被錄成卡式帶 於第5集險被劉創坤派人襲擊 |
| 朱敏瀚（青年） | 文上升 | Man Sir 44歲 高級懲教主任 文上游之兄 麥崇禮之下屬 喬正橋之上司兼好友 姚愛嘉之男友 翁偉晉、喬正橋、鄭安迪、杜子書之好友 葉雅蕾前夫 葉世響、劉創坤、洪偉聰之天敵 曾用燙斗燙傷葉世響 於第1集發現於1987年生日片段被錄成卡式帶 於第5集險被劉創坤派人襲擊 |
| 吳啟華         | 文上升 | Man Sir 44歲 高級懲教主任 文上游之兄 麥崇禮之下屬 喬正橋之上司兼好友 姚愛嘉之男友 翁偉晉、喬正橋、鄭安迪、杜子書之好友 葉雅蕾前夫 葉世響、劉創坤、洪偉聰之天敵 曾用燙斗燙傷葉世響 於第1集發現於1987年生日片段被錄成卡式帶 於第5集險被劉創坤派人襲擊 |
| 何俊軒         | 屈友生 | 屈Sir、老屈 高級懲教主任 |
| 鄭嘉樂（少年） | 喬正橋 | Q記、Q Sir 28歲 懲教主任／學堂教官 文上升之下屬兼好友 姚愛嘉、遲春光之好友 丁好好之好友，後為男友，最後結婚 盧立桂之徒弟 |
| 王浩信         | 喬正橋 | Q記、Q Sir 28歲 懲教主任／學堂教官 文上升之下屬兼好友 姚愛嘉、遲春光之好友 丁好好之好友，後為男友，最後結婚 盧立桂之徒弟 |
| 黃子恆         | 招志釗 | 招仔 懲教主任 文上升之下屬 |
| 張國強         | 盧立桂 | 桂哥 一級懲教助理 文上升之下屬 喬正橋之師傅 於第10集受葉世響指使協助其逃獄，後醒覺並阻止葉細響逃獄 於第11集被捕 於第12集革職並入獄，在荔枝角收押所服刑。                                                                                            |
| 楊證樺         | 李建忠 | 懲教主任 |
| 陳志健         | 呂學基 | Ken 懲教主任 |
| 高鈞賢         | 周永剛 | Fred 懲教主任 |
| 魏焌皓         | 何國威 | 懲教主任 |
| 柯 嵐          | 蕭儒方 | 懲教助理 於第1集陪同剛判入獄的鄧頌恩辦理入獄手續 |
| 黃耀英         | 袁建武 | |
| 蔡淇俊         | 孫慶能 | 懲教主任 於第一集被囚犯打傷 |
| 蔡曜力         | 石季亨 | 懲教助理 |
| 姚浩政         | 黃昌政 | 懲教助理，負責指模房工作 |
| 王梓軒         | 王小軒 | 懲教學員→ 懲教主任（試用期） |
| 馬貫東         | 陳雲祥 | 懲教學員→ 懲教主任（試用期） |
| 李晉強         | 蕭繼煌 | 懲教學員 |
| 溫家偉         | 鍾佳辛 | 一級懲教助理 |
| 何廣沛         |        | 二級懲教助理 |
| 梁証嘉         | 黎宇均 | 醫務人員（一級懲教助理） |
| 陳偉洪         | 崔明信 | 學堂教官 |

#### 羅湖懲教所
| 演員           | 角色   | 暱稱／關係 |
| 潘芳芳         | 陈静珩 | 懲教事务监督 戴慧娟、姚爱嘉之上司                                                                                    |
| 沈可欣         | 戴慧娟 | 高級懲教主任，姚愛嘉上司                                                                                             |
| 黃梓瑋         | 周鳳瑜 | 高級懲教主任，姚愛嘉上司                                                                                             |
| 倪梓彤（童年） | 姚愛嘉 | 姚姑娘 28歲 懲教主任 姚文禮、鄭安妮之女 鄭安迪之外甥 文上升之女友 喬正橋、遲春光、文上游之好友 8歲時曾被何百雲性侵犯 |
| 丘芷蓉（少年） | 姚愛嘉 | 姚姑娘 28歲 懲教主任 姚文禮、鄭安妮之女 鄭安迪之外甥 文上升之女友 喬正橋、遲春光、文上游之好友 8歲時曾被何百雲性侵犯 |
| 徐子珊         | 姚愛嘉 | 姚姑娘 28歲 懲教主任 姚文禮、鄭安妮之女 鄭安迪之外甥 文上升之女友 喬正橋、遲春光、文上游之好友 8歲時曾被何百雲性侵犯 |
| 黃心穎         | 文上游 | 游游 26歲 懲教學員 → 懲教主任（試用期）（第20集起） 於第20集畢業並取得金笛獎 文上升之妹 喬正橋、姚愛嘉之好友         |
| 趙希洛         | 徐婉君 | 懲教主任 |
| 葉婷芝         | 盧淑燕 | 懲教主任 |
| 利穎怡         | 梁雪梅 | 懲教主任 |
| 張韋怡         | 何素蘭 | 懲教主任 |
| 陳嘉嘉         | 胡潔玉 | 懲教主任 |
| 曾琬莎         | 宗婉婷 | 懲教主任 |
| 羅欣羚         | 石保茹 | 懲教主任 |
| 何佩珉         | 曹泳倩 | 懲教主任 |
| 梁珈詠         | 莫向琳 | 懲教主任 |
| 蕭凱欣         | 許智蓉 | 懲教主任 |
| 蔡慧欣         | 胡 潔  | 懲教主任 |
| 胡中慧         | 盧淑芳 | 懲教主任 |
| 李君妍         | 紫芷欣 | 懲教主任 |

#### 更生事務組
| 演員   | 角色   | 暱稱／關係 |
| 黃德斌 | 翁偉晉 | Don、Donald 44歲 高級懲教主任 翁兆江之子 遲春光之上司兼暗戀對象，後為男友 文上升、喬正橋之好友 岑詠琴前男友兼繼子 葉雅蕾之追求對象 |
| 朱千雪 | 遲春光 | 光仔、遲姑娘 28歲 懲教主任 翁偉晉之下屬並暗戀其，後為女友 姚愛嘉、喬正橋之好友                                                     |
| 林景程 | 鄭應奇 | 更生事務組職員 |
| 沈愛琳 | 楊莉莉 | 更生事務組職員 |
| 李 豪  | 陳永豪 | 更生事務組職員 |
| 許文軒 | 張文軒 | 更生事務組職員 |

### 囚犯

#### 赤柱監獄
| 演員           | 角色                     | 暱稱／關係 |
| 單立文         | 葉世響 393774 G431302(9) | 本劇終極大反派 響哥、毒王 52歲 六項謀殺罪，當中包括警察、女人、小孩，終身監禁 出生日期：1960年3月19日 於2012年5月6日入獄 (於第1集提及) 刑事罪行檔案編號：HCCC46379/2012 (於第1集提及) 文上升之天敵，對其恨之入骨 曾被燙斗燙傷而毀容 黃偉全、李國榮之大哥 於第5集指使劉創坤派人襲擊文上升、姚愛嘉 於第10集指使盧立桂協助其逃獄，後逃獄失敗 於第19集得知杜子書獲釋後假裝從良以離開監獄，實際私下指使劉創坤、權綁架丁毅恆，後殺害劉石清 於第20集圍封釘書工場並挾持其他囚犯以威脅文上升，並欲殺害其，但失敗並殺害杜子書，後再次逃獄失敗 影射葉繼歡 |
| 章宇昂（青年） | 杜子書 2867              | 讀書仔 44歲 為救外婆而犯下謀殺罪，終身監禁，後獲釋 16歲時入獄，至今在獄中服刑了超過28年，於入獄7年後欲自殺被文上升救回，自此視其為恩人並發憤圖強 終日讀書向學，並獲香港公開大學取讀哲學系碩士學位 於第1集與鍾以碩受託關照剛入獄的鄧頌恩 於第20集得到特首批核刑期，本有望出獄，但為救文上升而被葉世響毆打並殺害 |
| 韋家雄         | 杜子書 2867              | 讀書仔 44歲 為救外婆而犯下謀殺罪，終身監禁，後獲釋 16歲時入獄，至今在獄中服刑了超過28年，於入獄7年後欲自殺被文上升救回，自此視其為恩人並發憤圖強 終日讀書向學，並獲香港公開大學取讀哲學系碩士學位 於第1集與鍾以碩受託關照剛入獄的鄧頌恩 於第20集得到特首批核刑期，本有望出獄，但為救文上升而被葉世響毆打並殺害 |
| 楊潮凱         | 鄧頌恩 398709            | 奀仔 21歲 謀殺罪，終身監禁，於2013年9月6日入獄(於第1集提及) 鄭可兒同母異父之兄 本為準大律師，中學時品學兼優，並獲得香港大學法律系取錄，後因護妹心切，一怒之下殺害了強姦自己妹妹的繼父遭判罪成，於第1集入獄 於第2集因得罪葉世響而遭毆打，但企圖自殺未遂 |
| 何君誠         | 順潮 368780              | 潮州仔 謀殺罪，終身監禁 三年前為了籌錢幫自己患病的老婆買標靶藥，搶劫銀行並殺害了一名保安員而入獄 有一名長期病患的妻子以及同樣患有血癌的兒子 因錢財急需而暗中替人改囚衣，第15集被揭發 於第15集受葉世響指使殺害文上升未遂 |
| 王俊棠         | 潘大成 396933            | 大哥成 謀殺罪，終身監禁 掌管獄中賭博，第13集被揭發 |
| 王志安         | 鍾以碩 386858            | 石仔 謀殺罪，終身監禁 鍾以心之父 於第1集與杜子書受託關照剛入獄的鄧頌恩 因女兒遇上車禍逝世，於第9集欲自殺未遂 |
| 余子明         | 劉石清 297558            | 清叔 71歲，在獄中服刑了20年 謀殺罪，終身監禁 第7集燒烏鴉屍作膳食，後來因此事被林繼仁打傷 於第19集被葉世響殺害 |
| 陳榮峻         | 何百雲 258779            | 何雲 謀殺罪，終身監禁，恋童狂 二十年前曾性侵犯姚愛嘉 影射林過雲、唐永強 |
| 彭懷安         | 黃偉全 384360            | 謀殺罪，終身監禁 葉世響之手下 於第3集陷害鄧頌恩吸毒 |
| 謝光耀         | 李國榮 387659            | 販毒罪，刑期25年 葉世響之手下 第8集於獄中紋身而暈倒 |
| 趙樂賢         | 林繼仁 379006            | 林仔 誤殺罪，刑期20年 第7集得知自己吃了劉石清給他的烏鴉屍後打傷劉石清 欠下潘大成一筆巨債，服用洗頭水裝作精神病而轉送小欖，第13集被揭 |
| 陳勉良         | 田偉業 297955            | 老田 誤殺罪，刑期20年 於第5集向伍國勇要求特別膳食 第19集險成葉世響人質，險被殺害 |
| 曾海昌         | 王永彪 387955            | 誤殺罪，刑期15年 第14集被揭於監中釀酒 第14集被發現其囚衣被人改 |
| 方紹聰         | 伍國勇 309887            | 囚犯 負責廚房，於第5集被揭發為囚犯提供特別膳食 |
| 譚坤倫         | 蔡錫芹                   | 囚犯 負責廚房 |
|                | 陳志文                   | 囚犯，負責修剪新人組囚犯的髮型 |
|                | 王志卓 361700            | 卓仔 囚犯 |
|                | 陳大文 2532              | 囚犯 |
|                | 郭天誠 238576            | 囚犯 |
|                | 李子林 297590            | 囚犯 |
|                | 林民喜 368897            | 囚犯 |
|                | 王天茂 385679            | 囚犯 |
|                | 蘇日釧 387853            | 囚犯 |
|                | 徐禮宗 387893            | 囚犯 |
|                | 田凱良 397939            | 囚犯 |
|                | 李禾吉 397956            | 囚犯 |
| 羅 莽          | 歐東豹                   | 豹哥 囚犯 |
| 李興華         |                          | 囚犯 |
| 袁鎮業         | 謝 虎                    | 囚犯 |

#### 羅湖懲教所
| 演員   | 角色          | 暱稱／關係 |
| 何超儀 | 丁好好 336145 | 34歲 誤殺罪，本刑期6年，後獲減刑至4年 於2009年10月28日入獄（第4集在丁好好回憶中提及） 喬正橋之好友，後為女友，最後結婚 丁毅恒之母 於第11集獲釋 |
| 楊詩敏 | 顧惠珠        | 傻珠 鍾情姚愛嘉 於第14集被姚愛嘉拒愛後割脈自殺身亡                                                                                             |
| 陳 琪  | 譚月瓊        | 殺人鯨、Theresa 囚犯 毒打丁好好 |
| 廖麗麗 | 田三妹 372887 | 囚犯，後因患癌而獲釋 |
| 祝文君 | 袁麗莎        | Sabrina 囚犯 多次自殺未遂 |
| 馮秀華 | 謝美華        | 育嬰室囚犯 |
| 陳欣淘 | 胡銀瑩        | 囚犯 |
| 葉凱茵 | 曾佩紅 369249 | 囚犯 |
| 蘇麗明 | 江麗芳        | 囚犯 |
| 李麗麗 | 邱明艷        | 囚犯 |
| 曾慧雲 | 程麗馨        | 育嬰室囚犯 |

### 其他演員
| 演員           | 角色          | 暱稱／關係 |
| 梁 琤          | 葉雅蕾        | Ally 38歲 餐廳、畫廊老闆／公關 文上升前妻 追求翁偉晉 於第20集醉酒駕駛導致他人死亡而被判入大欖女懲教所                                                                 |
| 雪 妮          | 魯秋分        | 魯婆婆 餐廳老闆、探監義工 喬正橋之外婆 丁毅恆之繼曾外祖母 |
| 廖仲谦（青年） | 鄭安迪        | Andy 鄭安妮之弟 姚文礼之舅仔 姚愛嘉之舅父 文上升之好友，後反目 |
| 蔣志光         | 鄭安迪        | Andy 鄭安妮之弟 姚文礼之舅仔 姚愛嘉之舅父 文上升之好友，後反目 |
| 潘志文         | 翁兆江        | 翁偉晉之父 岑詠琴之夫 |
| 簡慕華         | 岑詠琴        | Candy 翁兆江之妻 翁偉晉前女友兼繼母 |
| 丁主惠         | 鄭安妮        | 姚文礼之妻 姚愛嘉之母 鄭安迪之姊，於英國定居 |
| 楊瑞麟         | 姚文禮        | 郑安妮之夫 郑安迪之姐夫 姚愛嘉之父，於美國定居 |
| 黃得生         | 唐國沾 384567 | Jimmy 歌連臣角懲教所囚犯，後獲釋 因20項做出有違公德罪及襲警罪而被判入歌連臣角懲教所 後於第12集因與十三歲少女發生性行為再度被捕，被囚於壁屋懲教所 角色名字參照：盧國沾 |
|                | 陳子輝        | 喜靈洲戒毒所囚犯，兩個月前獲釋 於第2集提及到福利官在他獲釋後沒法聯絡到他 獲釋後交樣本後三天還未去尿液中心交樣本                                                       |
| 李偉健         | 洪偉聰        | 阿聰 前赤柱監獄囚犯，曾因販毒罪入獄 與喬正橋素有往來 |
| 張名雅         | Kelly         | 葉雅蕾之好友 |
| 石天欣         | 鄭可兒        | 鄧頌恩同母異父之妹 因受到其兄殺父的事情牽連，而被判入勵敬懲教所18個月                                                                                                 |
| 劉 俐          | CoCo          | 丁好好之好友 |
| 林秀怡         | 李小鳳        | 勵敬懲教所囚犯，後獲釋 於第5集因被重召回教導所，逃亡時在她寓所外失足墜樓身亡                                                                                          |
| 陳芷尤         | Angel         | 釋囚 |
| 張振朗         | 權            | Angel男友 劉創坤手下 於第19集受葉世響指使綁架丁毅恆 於第20集自首並釋放丁毅恆                                                                                          |
| 林敬剛         | 劉創坤        | 喪坤 黑社會大佬、拳館東主 前赤柱監獄囚犯 於第5集受葉世響指使派人襲擊文上升、姚愛嘉 於第19集受葉世響指使綁架丁毅恆 於第20集因涉嫌綁架、意圖襲擊再度被捕                |
| 黃洛熙         | 丁毅恆        | 丁好好之子 喬正橋之繼子 魯秋分之繼曾孫 於第19集被劉創坤、權綁架 於第20集獲釋                                                                                          |
| 許家傑         | 阿 飛         | 鍾情姚愛嘉 |
| 姚瑩瑩         |               | 葉世響之妻 |
| 區靄玲         |               | 鄧頌恩、鄭可兒之母 |
| 黃煒溏         |               | 鄧頌恩、鄭可兒繼父 多次侵犯鄭可兒，后被鄧頌恩杀害 |
| 黃穎君         |               | 李小鳳之姊 |
| 陳康健         |               | 李小鳳之兄 |
| 陳狄克         |               | 李小鳳之父 |
| 譚永浩         | 蘇衛森        | 歌連臣角懲教所囚犯 |
| 阮 兒          | Cindy         | 姚愛嘉之好友 |
| 陳婉婷         | Miki          | 姚愛嘉之好友 |
| 王靖怡         | Martha        | 姚愛嘉之好友 |
| 周子揚         | Brian         | 救護員 |
| 曾航生         | Logan         | 袁丽莎前夫 |
| 羅浩楷         | 太平紳士      | |
| 莊錠欣         | 鍾以心        | 鍾以碩之女 於第9集被泥頭車撞倒身亡 |
| 曾健明         | 茶餐廳老闆    | |
| 李海生         | 若 空         | 法师 |
| 郭田葰         | Dr. Poon      | 医生 |
| 蘇恩磁         | 康晓玲        | 心理学家 |
| 姚 兵          | 公 安         | 内地公安 |
| 陈鸿硕         | 公 安         | 内地公安 |
| 李子明         | 榮            | 田三妹之子 |
| 吴沚默         |               | 顺潮之妻 |
| 馮允謙         | Joe           | 赤柱街坊 姚愛嘉之朋友 |
| 羅浩銘         | 張Sir         | CID |
| 司徒輝         |               | CID |

## 收視
以下為本劇於香港無綫電視翡翠台、高清翡翠台之收視紀錄：
| 週次 | 集數   | 日期                     | 平均收視 | 最高收視 |
| 1    | 01－05 | 2014年10月6日－10月10日  | 25點     | 26點     |
| 2    | 06－09 | 2014年10月13日－10月16日 | 22點     | 25點     |
| 3    | 10－14 | 2014年10月20日－10月24日 | 26點     | 27點     |
| 4    | 15－20 | 2014年10月27日－10月31日 | 23點     | 25點     |
| 全劇 | 全劇   | 全劇                     | 24點[*]  | 27點     |

^  全劇平均收視為24.0點

## 獎項

### 星和無綫電視大獎2015
| 獎項                | 得獎者 | 結果 |
| ------------------- | ------ | ---- |
| 我最愛TVB男主角     | 吳啟華 | 提名 |
| 我最愛TVB男配角     | 王浩信 | 獲獎 |
| 我最愛TVB女配角     | 朱千雪 | 提名 |
| 我最愛TVB電視男角色 | 吳啟華 | 獲獎 |
| TVB飛躍進步藝人     | 朱千雪 | 獲獎 |

### TVB 馬來西亞星光薈萃頒獎典禮2014
| 獎項                    | 得獎者                                       | 結果             |
| ----------------------- | -------------------------------------------- | ---------------- |
| 最喜愛TVB電視劇集       | 再戰明天                                     | 提名（最後三強） |
| 最喜愛TVB男主角         | 吳啟華                                       | 提名             |
| 最喜愛TVB女主角         | 徐子珊                                       | 提名（最後三強） |
| 我最愛TVB男配角         | 王浩信                                       | 提名             |
| 最喜愛TVB女配角         | 何超儀                                       | 提名             |
| 最喜愛TVB電視角色       | 吳啟華(文上升) 王浩信(喬正橋) 何超儀(丁好好) | 提名             |
| 最喜愛TVB電視角色       | 徐子珊 (姚愛嘉)                              | 獲獎             |
| 最喜愛TVB飛躍進步女藝員 | 朱千雪                                       | 提名             |
| 最喜愛TVB劇集歌曲       | 再戰明天（主唱：許廷鏗）                     | 提名             |

### 萬千星輝頒獎典禮2014
| 獎項               | 得獎者                   | 結果             |
| ------------------ | ------------------------ | ---------------- |
| 最佳劇集           | 再戰明天                 | 提名             |
| 最佳男主角         | 吳啟華                   | 提名             |
| 最佳女主角         | 徐子珊                   | 提名（最後五強） |
| 最佳男配角         | 王浩信                   | 提名（最後五強） |
| 最佳男配角         | 黃德斌                   | 提名             |
| 最佳男配角         | 單立文                   | 提名             |
| 最佳女配角         | 何超儀                   | 獲獎             |
| 最受歡迎電視男角色 | 吳啟華                   | 提名             |
| 最受歡迎電視男角色 | 王浩信                   | 提名             |
| 最受歡迎電視女角色 | 何超儀                   | 提名             |
| 飛躍進步女藝員     | 黃心穎                   | 提名             |
| 最受歡迎劇集歌曲   | 再戰明天（主唱：許廷鏗） | 提名             |
| 最受歡迎劇集歌曲   | 枷鎖（主唱：許廷鏗）     | 提名             |
| 專業演員大獎       | 蘇恩磁                   | 獲獎             |
| 專業演員大獎       | 蔣志光                   | 獲獎             |

## 劇中專用術語
- Lifer：終身監禁者或無期徒刑者
- CatA : 即代表甲級犯人,他們的刑期多數都是終身監禁或超過12年的刑期
- 死火山 : 即代表一些剛剛進監獄又不喜歡跟人說話的囚犯，而探訪名單中除了一些協助死火山的社工外，其他都沒有寫進去
- 行街籠 ：指放風，給犯人「唞氣」的地方但一星期只有數天可以去
- 期：或期數，即工場，如釘書工場就稱爲「釘書期」
- 水記：即特別組單獨囚禁室，專門針對在囚期間做出違反監房守則的囚犯，違者將被鎖入此處一段時間（視乎違者的違反程度）；亦有在囚人士以人身安全為理由，提出在該等囚禁室中服刑的要求。「水記」(以前稱為水飯房)因以前囚犯囚禁於特別組單獨囚禁室期間只會提供一碗飯混和一碗水為主食而得名
- BB Ward：即育嬰房或「BB房」，專門為在囚期間懷孕的女性囚犯而設，而嬰兒出世後可以跟隨母親生活。但根據香港法例，嬰兒年滿三歲而母親仍然在囚，該嬰兒則會由社署照顧，而該女囚犯將被押回普通囚倉

## 軼事
- 此劇是2012年香港小姐三甲冠軍張名雅、亞軍黃心穎與季軍朱千雪首度同時合作的劇集。
- 此劇的主題曲《再戰明天》與片尾曲《枷鎖》為同歌不同詞，而且兩首歌的表達內容為兩極化。
- 此劇是郭田葰、李偉健、黃得生、楊潮凱、李豪、王俊棠、溫家偉、何君誠、單立文、姚浩政、黃栢文、黃子恆、張國強、趙希洛、梁珈詠、蕭凱欣、胡中慧、劉俐、陳芷尤、林秀怡與張韋怡繼《衝上雲霄2》後再度合作。
- 此劇原本是在最後拍攝由王浩信飾演的喬正橋因犯法坐監，但最後改為監獄暴動，另外原先有滕麗名與兒子分開一幕則改為由何超儀飾演。
- 劇中提及女囚犯「譚月瓊」的哥哥在中三的時候被童黨打死，這是影射1997年發生的秀茂坪童黨燒屍案。
- 此劇是石天欣與黃煒溏繼《巨輪》後再度合作兼再度有被後者「強姦」的戲份。
- 此劇是馮允謙首部在無綫電視拍攝的劇集。
- 此劇是廖仲謙在無綫電視的告別作。
- 此劇演員楊證樺與沈可欣拍攝期間擦出愛火花，最後於2015年結婚[2]。

## 記事
- 2014年1月27日：此劇於12:30在將軍澳電視廣播城一廠停車場舉行試造型記者會。[3]
- 2014年10月5日：此劇於14:00在赤柱東頭灣道47號懲教署職員訓練院舉行「專業使命 親身體驗」宣傳活動。[4]
- 2014年10月11日：此劇於13:00在鑽石山龍蟠街3號荷里活廣場一樓明星廣場舉行「勇闖新境界」宣傳活動。[5]
- 2014年10月17日：由於播映劇集《大藥坊》兩小時大結局，本劇暫停播映。
- 2014年10月25日：此劇於13:30在沙田瀝源邨貴和樓地下基督教香港信義會沙田多元化老人社區服務中心舉行「閃爍耆年再戰明天」宣傳活動。
- 2014年10月31日：本劇於當日20:30-22:30播映兩小時大結局。

## 外部連結
- 再戰明天 - myTV SUPER （页面存档备份，存于）
- TVB新劇《再戰明天》闖懲教所禁區 徐子珊監獄俘虜吳啟華 （页面存档备份，存于）

## 電視節目的變遷
| 香港無綫電視翡翠台、高清翡翠台 星期一至五 21:30-22:30 時段 · 10月17日暫停播映 · 10月31日 20:30-22:30 | 香港無綫電視翡翠台、高清翡翠台 星期一至五 21:30-22:30 時段 · 10月17日暫停播映 · 10月31日 20:30-22:30 | 香港無綫電視翡翠台、高清翡翠台 星期一至五 21:30-22:30 時段 · 10月17日暫停播映 · 10月31日 20:30-22:30 |
| --- | --- | --- |
| | 再戰明天 （2014.10.06 - 2014.10.30）                                                                 | |
| 使徒行者 （2014.08.25 - 2014.10.03）                                                                 | 名門暗戰 （2014.11.03 - 2014.12.12）                                                                 | |

| 澳洲 TVBJ 20:15－21:15 時段          | 澳洲 TVBJ 20:15－21:15 時段          | 澳洲 TVBJ 20:15－21:15 時段 |
| ------------------------------------ | ------------------------------------ | --------------------------- |
|                                      | 再戰明天 （2014.10.07 - 2014.11.03） |                             |
| 使徒行者 （2014.08.26 - 2014.10.06） | 名門暗戰 （2014.11.04 - 2014.12.15） |                             |

| 星和娱家戏剧台 劇集首映 星期一至五 20:00—21:00 時段 | 星和娱家戏剧台 劇集首映 星期一至五 20:00—21:00 時段 | 星和娱家戏剧台 劇集首映 星期一至五 20:00—21:00 時段 |
| --------------------------------------------------- | --------------------------------------------------- | --------------------------------------------------- |
|                                                     | 再戰明天 （2015.02.25 - 2015.03.24）                |                                                     |
| 老表，你好hea！ （2015.01.14 - 2015.02.24）         | 八卦神探 （2015.03.25 - 2015.04.21)                 |                                                     |